# サバクイグアナ
サバクイグアナ（学名：Dipsosaurus dorsalis）は、イグアナ科サバクイグアナ属に分類されるトカゲ。本種のみでサバクイグアナ属を形成する。

## 分布
アメリカ合衆国（アリゾナ州、カリフォルニア州、ネバダ州）、メキシコ北西部

## 形態
全長30-40cm。体色は白や淡褐色。赤い斑点が胴体では縦縞状、尾では横縞状に入る。背面にはあまり発達しない鬣状の鱗（クレスト）がある。種小名dorsalisは「背の、背中の」の意。
オスは繁殖期になると腹部の体側面がピンク色になる。

## 分類
3-4亜種に分かれるとされる。
- Dipsosaurus dorsalis catalinensis　Van Denburgh, 1922
- Dipsosaurus dorsalis dorsalis　(Baird & Girard, 1852)
- Dipsosaurus dorsalis lucasenis　Van Denburgh, 1920

## 生態
低木や岩があり草がまばらに生えた砂漠に生息することが、和名や英名（desert=砂漠）の由来。昼行性。気温の高い日には低木の茂みや岩の下などで休む。危険を感じた時は物陰に素早く逃げ込む。
食性は植物食傾向の強い雑食で、植物の葉、果実、昆虫、節足動物などを食べる。
繁殖形態は卵生。4-5月に交尾を行い、6-8月に1回に3-8個の卵を産む。卵は8-9月に孵化する。

## 人間との関係
ペットとして飼育されることもあり、日本にも輸入されている。主に野生個体が流通する。テラリウムで飼育される。上面は通気性の確保と脱走防止のため金網などで蓋をする。床材として赤玉土やウッドチップ、砂などをやや厚めに敷く。強い光を好むため紫外線照射量の多いフルスペクトルライトやメタルハライドランプなどを点灯する。また小型の電球をケージ内の一部に照射し、高温になる場所を作る。餌は主に野菜や果実等の植物質を与えるが、コオロギを与えると食べることもある。餌にはカルシウム剤等のサプリメントを振りかけて栄養価を上げる。